# NGC 3061
NGC 3061 (другие обозначения — UGC 5319, MCG 13-7-40, ZWG 350.36, KARA 382, IRAS09513+7606, PGC 28670) — спиральная галактика с перемычкой (SBc) в созвездии Дракона. Открыта Уильямом Гершелем в 1801 году.

## Характеристики
Галактика обладает хорошо выраженной спиральной структурой, а также баром. Бар в галактике направлен практически вдоль большой оси её видимого диска и никак не проявляется на карте скоростей движения вещества в галактике по данным излучения в линии H-альфа. Кривая вращения галактики возрастает вплоть до пределов оптически видимой области, при этом резкий рост кривой вращения в пределах первого килопарсека от центра, возможно, в этой маломассивной галактике вызван наличием бара.

## История открытия
Этот объект входит в число перечисленных в оригинальной редакции «Нового общего каталога». У галактик, открытых Джоном Гершелем в ночь 2 апреля 1801 года, среди которых и NGC 3061, координаты указаны со значительными ошибками, и, в частности, по ошибочно указанным координатам Джон Гершель и некоторые другие астрономы не могли найти никакого объекта. Впоследствии эту ошибку обнаружил и исправил Джон Дрейер.